# Aeroportul Long Sukang
Aeroportul Long Sukang (IATA: LSU, ICAO: WBGU) este un aeroport din Sarawak, Malaysia ce deservește zona Long Sukang⁠(d). A fost numit după zona deservită.
Situat la o altitudine de 366 m, aeroportul dispune de o singură pistă. Este operat de Malaysia Airports⁠(d).